# Honda Domani
Honda Domani (яп. ホンダ・ドマーニ) — автомобіль компактного класу в кузові седан, що виготовлявся японською компанією Honda та продавався у Східній Азії, включаючи Японію з 1992 по 2000 рік. Вперше модель була представлена в листопаді 1992 року, замінивши Honda Concerto в модельному ряді Honda, хоча виробництво цієї моделі тривало до 1995 року в Європі. Domani був ще одним прикладом того, що Honda, взявши один продукт і продаючи кілька версій на різних каналах продажу дилерів в Японії.

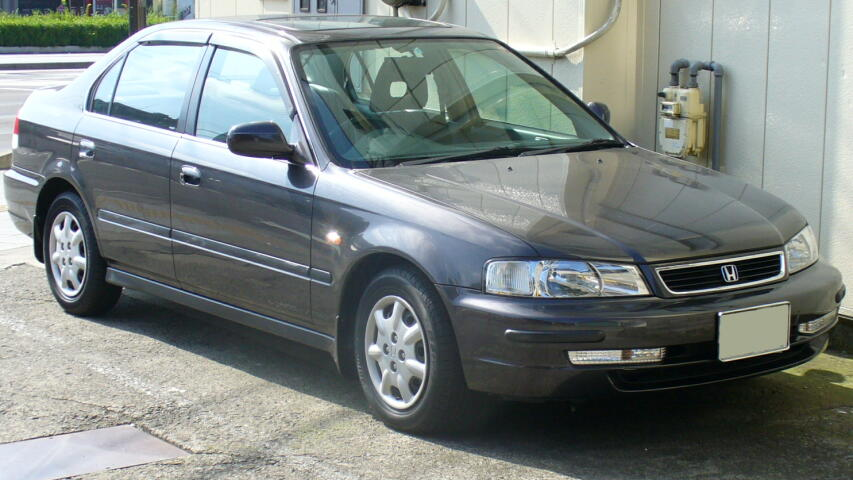
Honda Domani 2 (1997-2000)

"Domani" в перекладі з італійської означає "завтра".
Honda Domani технічно ідентична Honda Civic п'ятого покоління (код шасі EG) початку 1990-х років, а виробництво закінчилося у вересні 2000 року. Спочатку Domani мала двигуни 1,5 і 1,8 л (з 1992 до 1993 року), пізніше 1,6-літровий бензиновий двигун з 1993 року і далі. Автомобіль мав три версії виконання DX, LX і EX.
Конструктивно Honda Domani подібна з Rover 400.
В 1995 році дебютувало друге покоління моделі (заводський індекс MB3/4/5), яке відрізнялося повністю новим кузовом. 
У Японії перше та друге покоління Domani також продавали під маркою Isuzu Gemini.
Acura також виготовляла в Канаді версію Domani другого покоління для канадського ринку, що називалася Acura 1.6EL. Цю машину також експортували назад до Японії та Тайваню, але під назвою Honda Domani. У 2002 році в Японії, Domani була заміщена на Honda Fit Aria у дилерських центрах Honda Clio.

## Двигуни
- 1.5 л D15B SOHC I4 1-пок. і 2-пок.
- 1.6 л ZC SOHC I4 1-пок.
- 1.6 л D16A SOHC I4 2-пок.
- 1.8 л B18B1 DOHC I4 1-пок.
- 1.8 л B18C4 DOHC VTEC - 2-пок.